# Simon Martin-Brisac
Simon Martin-Brisac né le 20 novembre 1992 en France, est un joueur de hockey sur gazon français. Il évolue au poste de milieu au Racing Club de France et avec l'équipe nationale française.

## Carrière
- U21 de 2012 à 2013
- Équipe première depuis 2012[3]

## Palmarès
- : Coupe du monde U21 2013[4]
- : Finales des Hockey Series 2018-2019[5]